# Dansrestaurangen Arena
Dansrestaurangen Arena (även kallad Danspalatset Arena) var belägen på Regementsgatan i Malmö, ungefär där den så kallade skyskrapan Kronprinsen senare byggdes. Arena tävlade med Amiralen i Malmö Folkets Park om den danslystna ungdomens gunst. En enkel servering inramade dansgolvet med sin estrad, där trumpetaren Gösta Tönne under flera år ledde ett så kallat husband. 
Sedan Kronprinsens husarregemente lagts ner 1927, startades i den tidigare officersmässen dansrestaurangen Arena. Verksamheten var igång till 1958, då en brand ödelade byggnaden. 
Många välkända orkestrar gästade Arena under åren. 17-årige Jörgen Ingmann debuterade här med Svend Asmussens orkester sensommaren 1945, Östen Warnerbring framträdde som sångare och klarinettist redan som 16-åring.